# Siemion Kirsanow
Siemion Isaakowicz Kirsanow, ros. Семён Исаакович Кирсанов, w rzeczywistości Samuel Ickowicz Kortczik, (ur. 5 września?/18 września 1906 w Odessie, zm. 10 grudnia 1972 w Moskwie) – radziecki poeta.

## Życiorys
W 1925 ukończył studia na wydziale filologicznym obecnego Narodowego Uniwersytetu Odeskiego im. Ilii Miecznikowa. Uczestniczył w agresji ZSRR na Polskę 1939. W czasie wojny niemiecko-radzieckiej był korespondentem wojennym, pisał nieudane teksty propagandowe, m.in. o Fomie Smysłowie.
Dużą popularność zyskały jego wiersze: pieśń wykonywana przez Leonida Utiosowa U Cziornogo morja i piosenka Ałły Pugaczowej Eti lietnije dożdi. W 1951 otrzymał Nagrodę Stalinowską za poemat Makar Mazaj (Макар Мазай). Zmarł na chorobę nowotworową gardła i został pochowany na Cmentarzu Nowodziewiczym w Moskwie.